# Dajr al-Gharbi
Dajr al-Gharbi (arab. دير الغربي) – miejscowość w Syrii, w muhafazie Idlib. W 2004 roku liczyła 1892 mieszkańców.